# Arena de Nimes
A Arena de Nimes (Arènes de Nîmes em francês) é um anfiteatro romano situado na cidade francesa de Nimes. Edificado no ano 27 a.C., na actualidade encontra-se remodelado e utiliza-se como Praça de touros para a celebração de corridas de touros desde 1863 (a Arena de Nimes é sede de duas feiras taurinas por ano). Também é utilizada para outro tipo de espectáculos.
O recinto tem forma elíptica com 133 metros de comprimento e 101 metros de largura. Está rodeado por 34 arquibancadas, sustentadas por uma construção abobadada. A sua capacidade é de 16.300 espectadores e conta com uma cobertura móvel e um sistema de climatização desde 1989.

## História
Construído no tempo do imperador Augusto, à queda da república, o anfiteatro foi fortificado pelos Visigodos e rodeado por uma muralha. Durante os turbulentos anos que se seguiram ao afundar do poder visigodo na Hispânia e na Septimânia, a invasão muçulmana e posterior conquista pelos reis francos (princípios do século VIII), os viscondes de Nimes construíram o seu palácio-fortaleza dentro do anfiteatro. Mais tarde um pequeno bairro desenvolveu-se no seu interior, o qual contava com umas cem moradias e duas capelas. Setecentas pessoas viviam no seu interior no seu momento de maior esplendor.
As construções permaneceram no anfiteatro até o século XVIII, quando foi decidida a sua destruição de modo a devolver ao anfiteatro seu aspecto original.

## Atualmente
A banda alemã "Rammstein" gravou no anfiteatro o CD/DVD "Völkerball" (em Português, "Queimada"), lotando-o com fãs vindos de toda França e de diversas partes do mundo.
A banda Britânica Dire Straits Tocou no local em 1992 sendo um dos maiores shows da banda.
De forma semelhante, a banda de Thrash Metal "Metallica" gravou também um DVD na arena de Nimes, chamado "Français Pour Une Nuit" ou, em português, "Francês por uma noite", que também lotou o anfiteatro com fãs da banda vindos de diversos paises do mundo.

## Galeria

Imagens da Arena
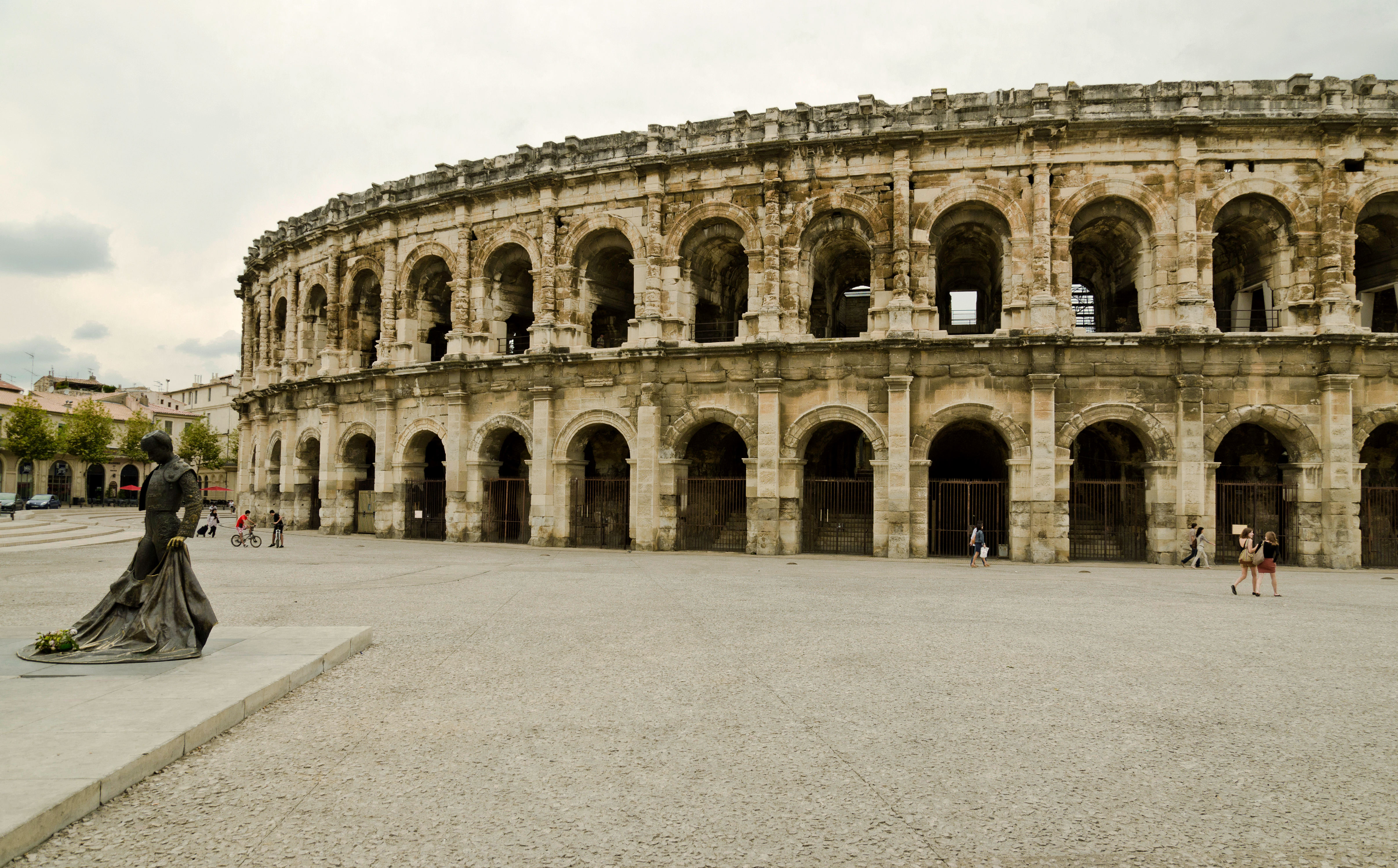
Arena e a estátua de Nimeño II, um grande toureiro local
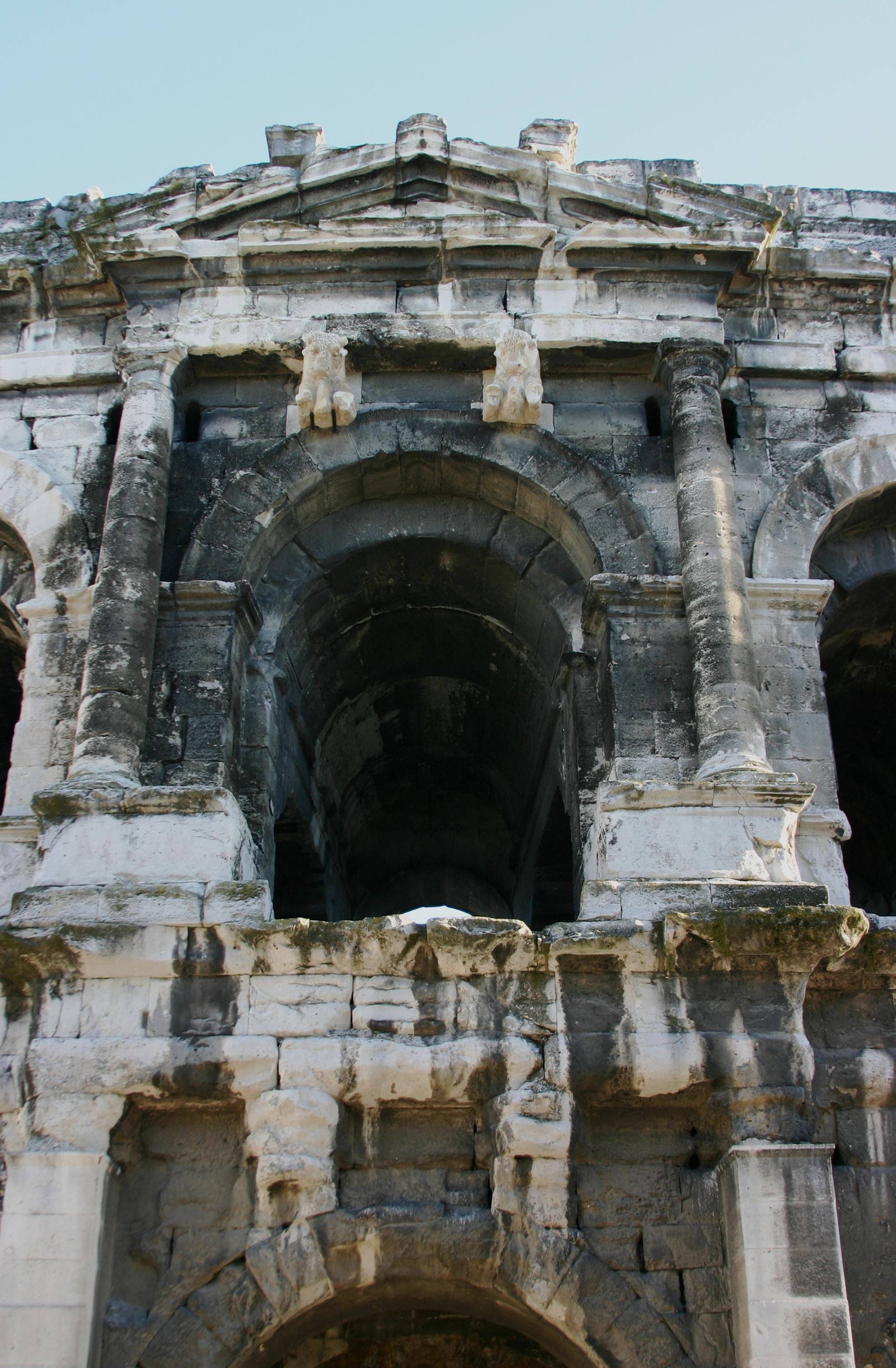
Touros na fachada, um sinal da predileção local pela tauromaquia
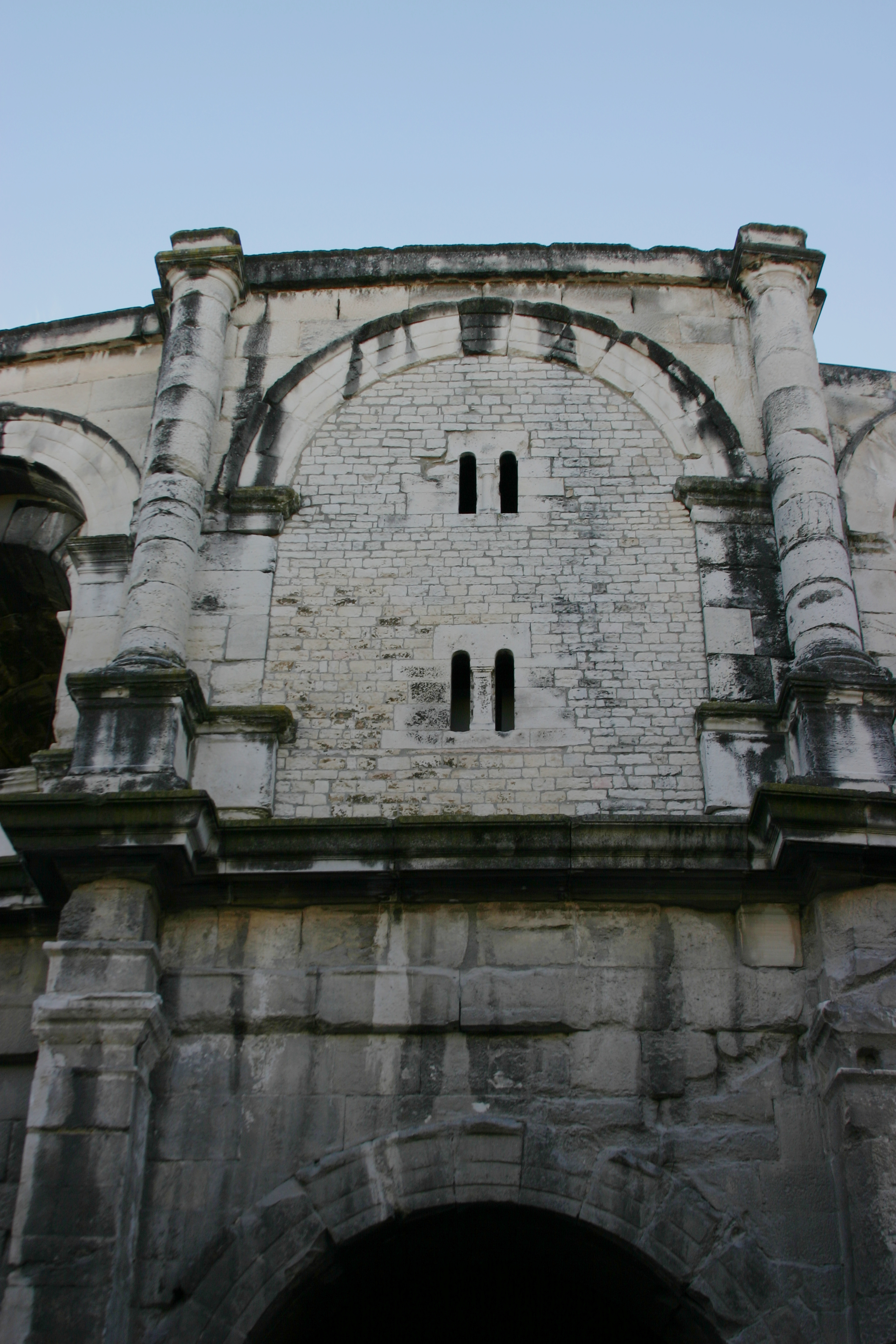
Arcadas ainda emparedadas, um resquício da utilização medieval da arena
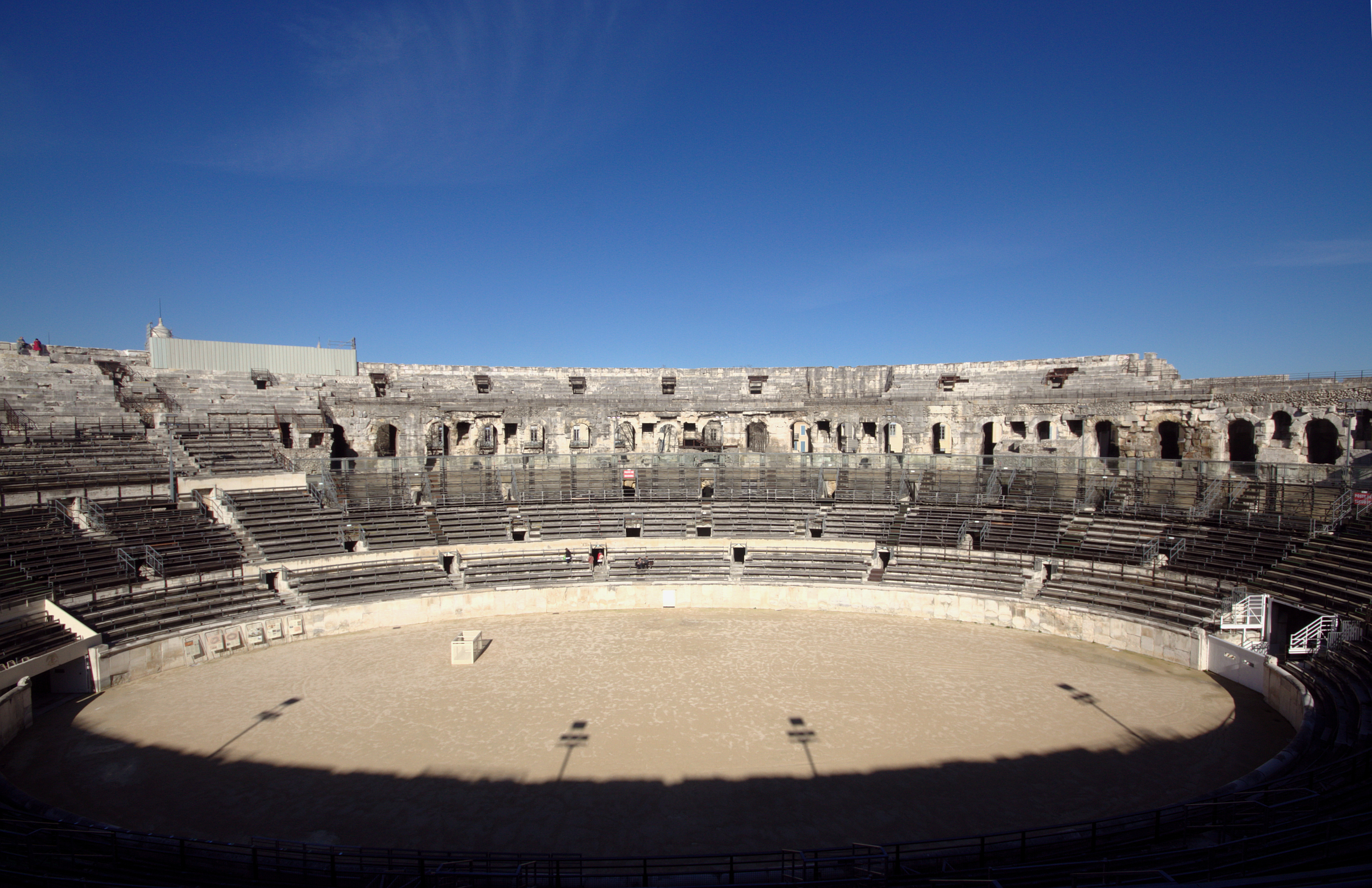
Vista da Arena
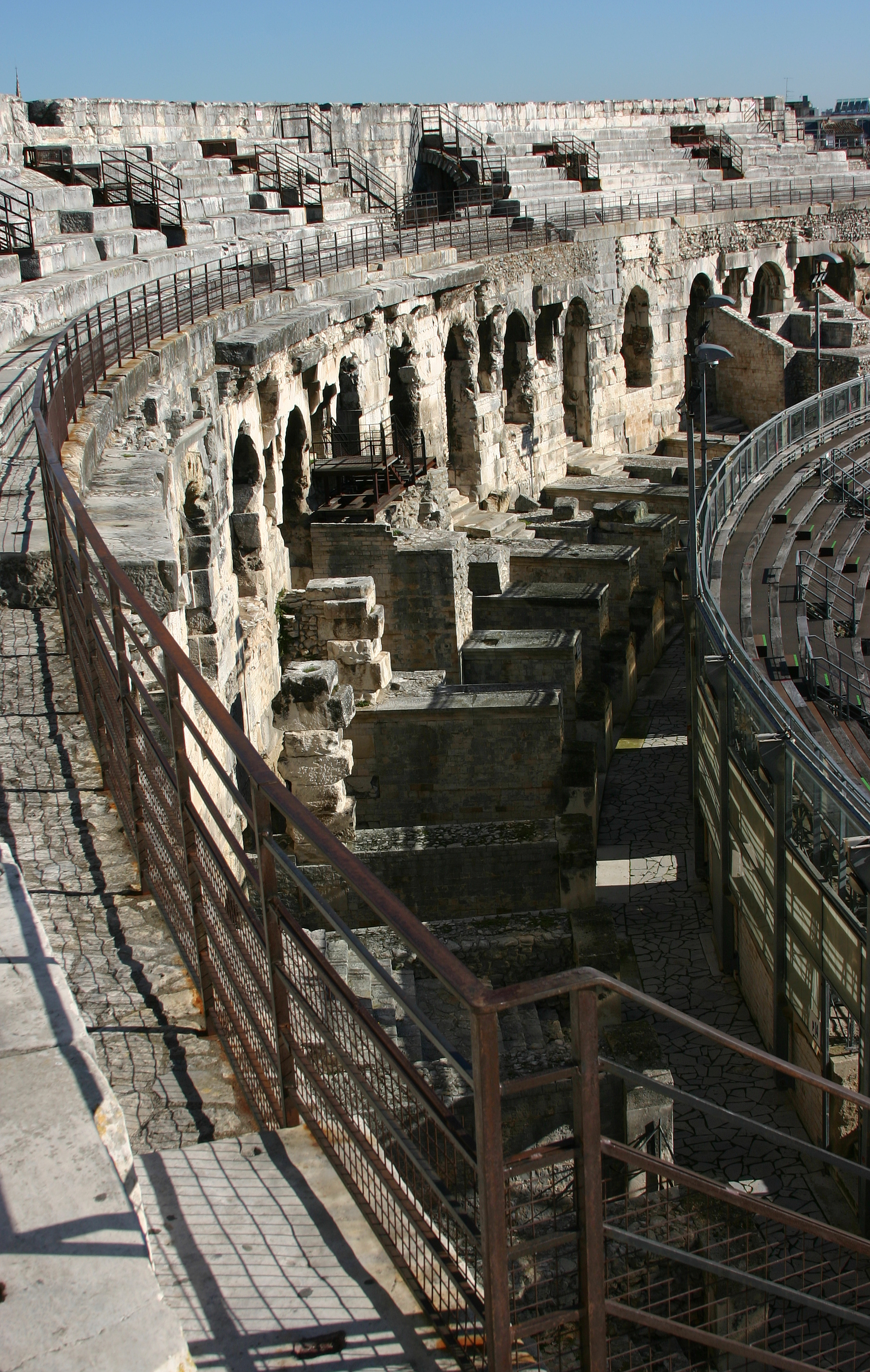
Arcadas pelo lado de dentro
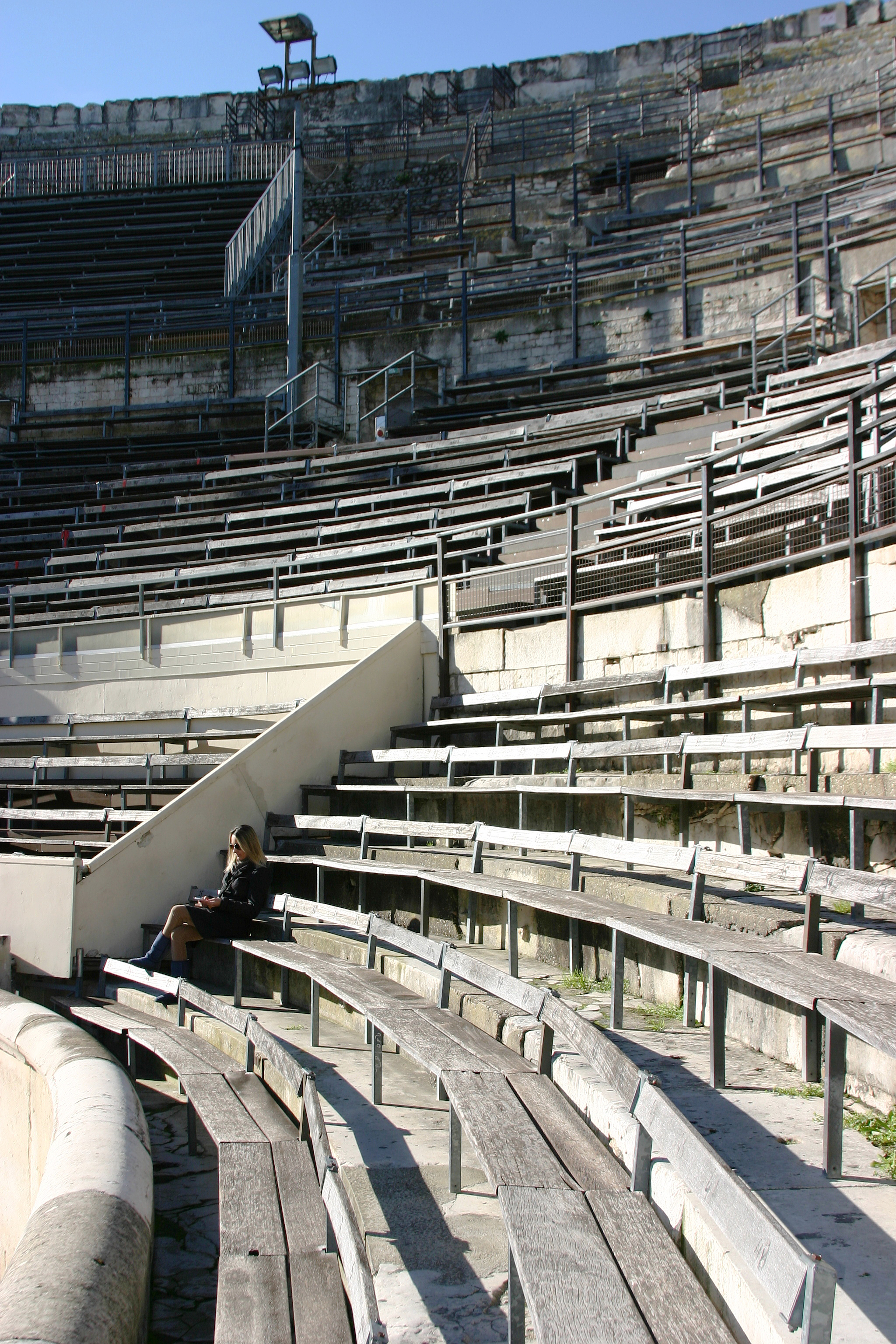
Assentos utilizados ainda hoje para se assistir a espetáculos e touradas
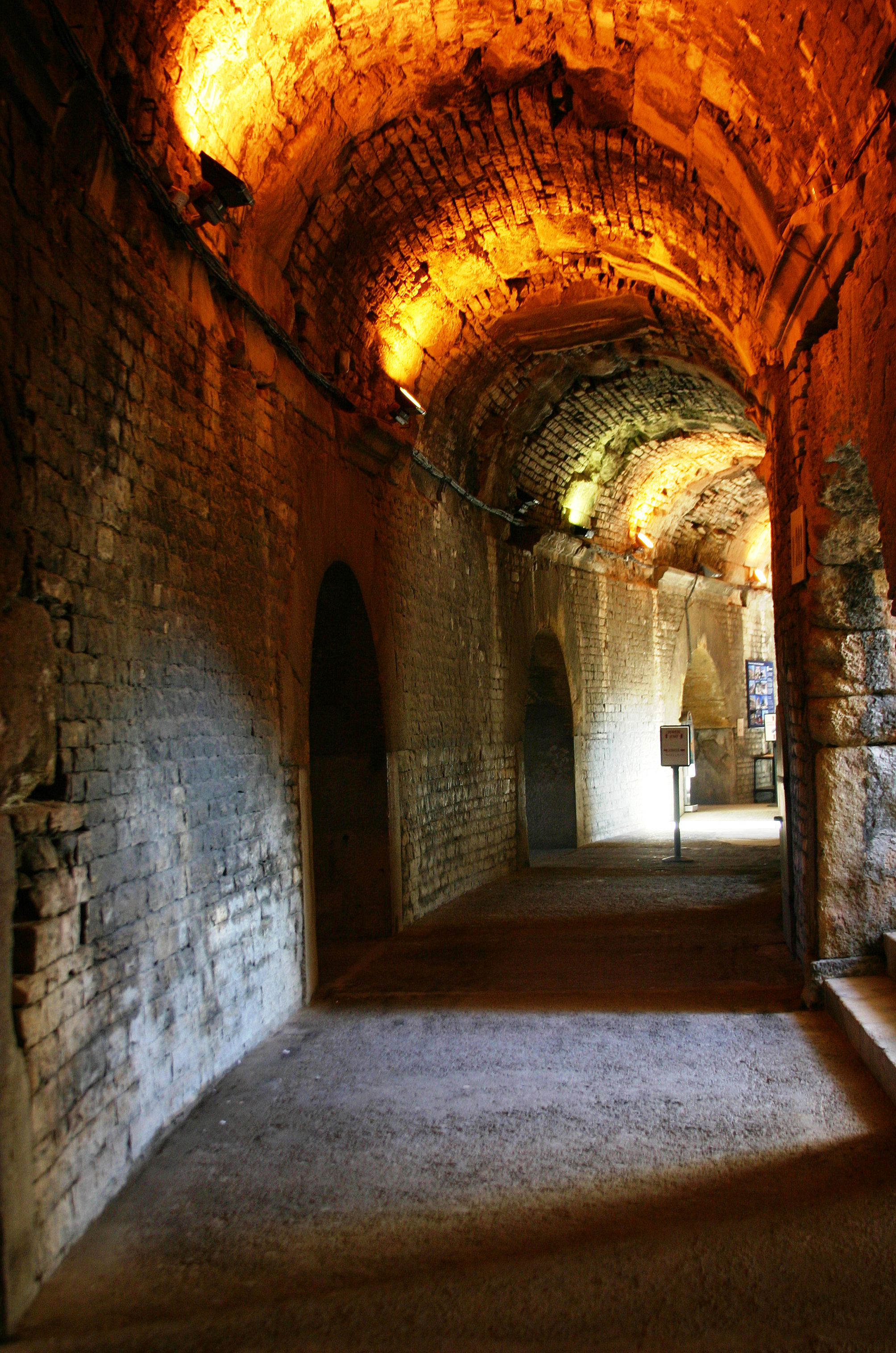
Corredores internos da Arena